# 佐田建設
佐田建設株式会社（さたけんせつ）は、群馬県前橋市に本社を置く群馬県・埼玉県地盤の建設会社（ゼネコン）である。前身の佐田組を事業拡大し、佐田建設を設立した元社長佐田一郎は元参議院議員。

## 沿革
- 1920年（大正9年）3月10日 - 佐田徳蔵が佐田組創業[1]。
- 1949年（昭和24年）
  - 10月 - 佐田組を改め佐田建設株式会社設立。佐田一郎社長に就任[1]。東京支店開設[1]。
  - 12月 - 建設業法により建設大臣登録[1]。
- 1960年（昭和35年）9月 - 埼玉支店開設[2]
- 1962年（昭和37年）8月 - 東京証券取引所2部上場[1]。
- 1966年（昭和41年）10月 - 大阪支店開設[1]。
- 1968年（昭和43年）3月 - 浦和支店開設。のちに関東支店へ改称。
- 1971年（昭和46年）3月 - 本社所在地変更[1]。
- 1973年（昭和48年）11月 - 東京証券取引所1部指定替え[1]。
- 1975年（昭和50年）7月 - 宅地建物取引業法により宅地建物取引業者として建設大臣免許を受ける[1]。
- 1977年（昭和52年）9月 - 佐田武夫代表取締役社長に就任[1]。佐田一郎社長は代表取締役会長に就任。
- 1979年（昭和54年）12月 - 東北出張所開設。のちに仙台支店、さらに東北支店へ改称。
- 2001年（平成13年）1月 - 埼玉支店と関東支店を統合し、さいたま支店に改称[1]。
- 2002年（平成14年）11月 - ISO9001全社統合及び2000年度版に移行。
- 2004年（平成16年）3月 - 『私的整理に関するガイドライン』に基づく「佐田建設再建計画」が成立[3][4]。
- 2004年（平成16年）
  - 4月 - 佐田武夫が代表取締役社長を辞任。取締役副社長市ヶ谷隆信が代表取締役社長に就任[1]。
  - 10月 - 会社分割および株式交換により佐田建設グループを再構築。ISO14001認証を取得。
- 2008年（平成20年）6月 - 荒木徹が代表取締役社長に就任[1]。
- 2018年（平成30年）6月 - 土屋三幸が代表取締役社長に就任[1]。

## 歴代社長
- 佐田一郎：1949年 - 1977年
- 佐田武夫：1977年 - 2004年
- 市ヶ谷隆信：2004年 - 2008年
- 荒木徹：2008年 - 2018年
- 土屋三幸：2018年 -